# Ashley Hinshaw
Ashley Hinshaw (La Porte, 11 dicembre 1988) è un'attrice e modella statunitense.

## Biografia
Nata e cresciuta a La Porte, in Indiana, è la più giovane di tre figli. Attrice teatrale da bambina, inizia la sua carriera di modella partecipando ad una campagna pubblicitaria per Abercrombie & Fitch. La sua esperienza come modella la porta a partecipare come giudice a un concorso di bellezza in una puntata del reality show di MTV Made. Un anno dopo riprende la carriera d'attrice partecipando ad un episodio della serie televisiva Gossip Girl, interpretando se stessa. Successivamente si sottopone ad un provino per uno spin-off tratto da Gossip Girl ma il progetto non si concretizza. In seguito è apparsa in ruoli da guest star in Fringe e The Glades.
Nel 2012 ottiene il suo primo ruolo cinematografico nel fantascientifico Chronicle e il suo primo ruolo da protagonista nel dramma indipendente About Cherry, di Stephen Elliott. Sempre nel 2012 recita al fianco di Wes Bentley, Christian Slater e Stephen Dorff nel thriller Rites of Passage. Nel 2014 partecipa ad alcuni episodi della settima e ultima stagione di True Blood, nel ruolo di Brigette, ed è protagonista assieme a Denis O'Hare dell'horror La piramide. Nel 2015 partecipa al primo episodio di Agent Carter e a due della seconda stagione di True Detective.

### Vita privata
Nel maggio 2016 si sposa con l'attore Topher Grace, a cui è legata sentimentalmente dal 2014.

## Filmografia

### Cinema
- Chronicle, regia di Josh Trank (2012)
- About Cherry, regia di Stephen Elliott (2012)
- Rites of Passage, regia di W. Peter Iliff (2012)
- LOL - Pazza del mio migliore amico (LOL), regia di Lisa Azuelos (2012)
- Plus One (+1), regia di Dennis Iliadis (2013)
- Snake and Mongoose, regia di Wayne Holloway (2013)
- Goodbye to All That, regia di Angus MacLachlan (2014)
- La piramide (The Pyramid), regia di Grégory Levasseur (2014)
- Dopo l'uragano (A Rising Tide), regia di Ben Hickernell (2015)
- Mi stai ammazzando, Susana (Me estás matando, Susana), regia di Roberto Sneider (2016)
- The Grounds, regia di Peter O'Melia (2020)

### Televisione
- Gossip Girl – serie TV, 1 episodio (2009)
- Fringe – serie TV, 1 episodio (2009)
- The Glades – serie TV, 1 episodio (2011)
- TalhotBlond - Trappola virtuale (TalhotBlond) – film TV, regia di Courteney Cox (2012)
- Enlightened – serie TV, 1 episodio (2013)
- The League – serie TV, 1 episodio (2013)
- True Blood – serie TV, 4 episodi (2014)
- Agent Carter – serie TV, 1 episodio (2015)
- Workaholics – serie TV, 1 episodio (2015)
- True Detective – serie TV, 2 episodi (2015)
- Come sopravvivere alla vita dopo la laurea (Cooper Barrett's Guide to Surviving Life) – serie TV, 1 episodio (2016)
- StartUp – serie TV, 6 episodi (2016)
- Chicago Med – serie TV, 1 episodio (2017)
- The Arrangement – serie TV, 7 episodi (2017-2018)

## Doppiatrici italiane
Nelle versioni in italiano delle opere in cui ha recitaro, Ashley Hinshaw è stata doppiata da:
- Giulia Franceschetti in The Glades
- Letizia Ciampa in Enlightened - La nuova me
- Valentina Mari in Chronicle
- Elena Perino in LOL - Pazza del mio migliore amico
- Alessia Amendola ne La piramide
- Laura Amadei in Agent Carter
- Emanuela D'Amico in True Detective

## Agenzie
- Major Model Management - New York
- Metropolitan Models - Parigi
- SS&M Model Management - Barcellona e Madrid
- FM Agency - Londra
- Factor Women - Chicago
- MC2 Model Management - Miami